# 히나마쓰리

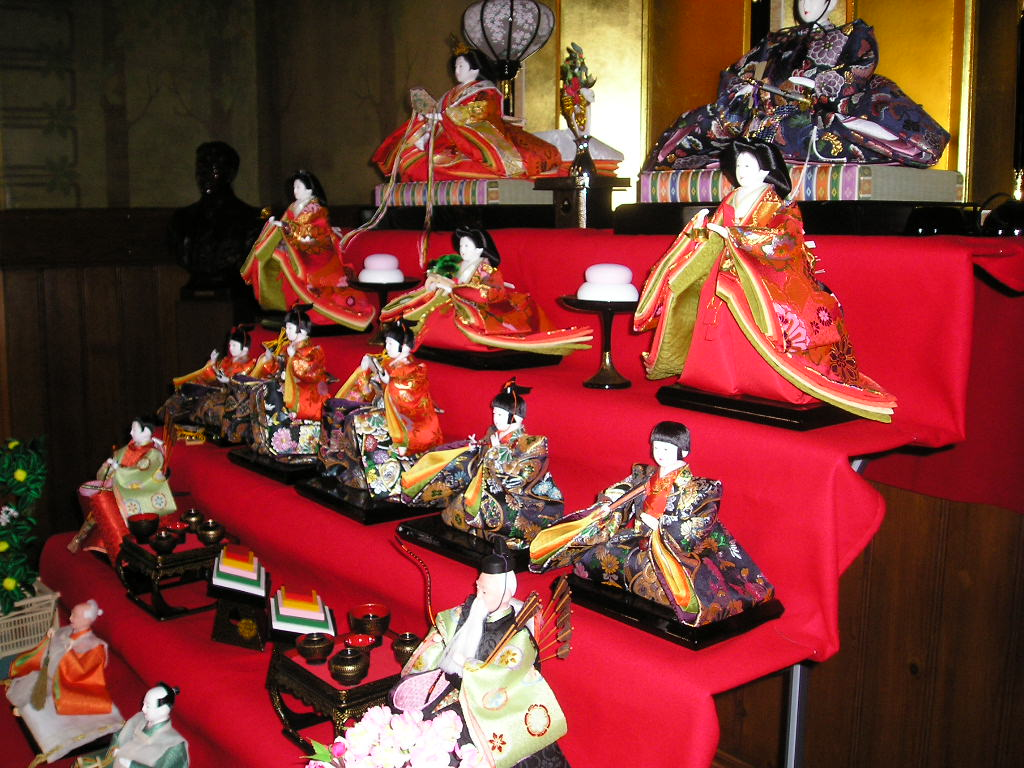
히나 인형

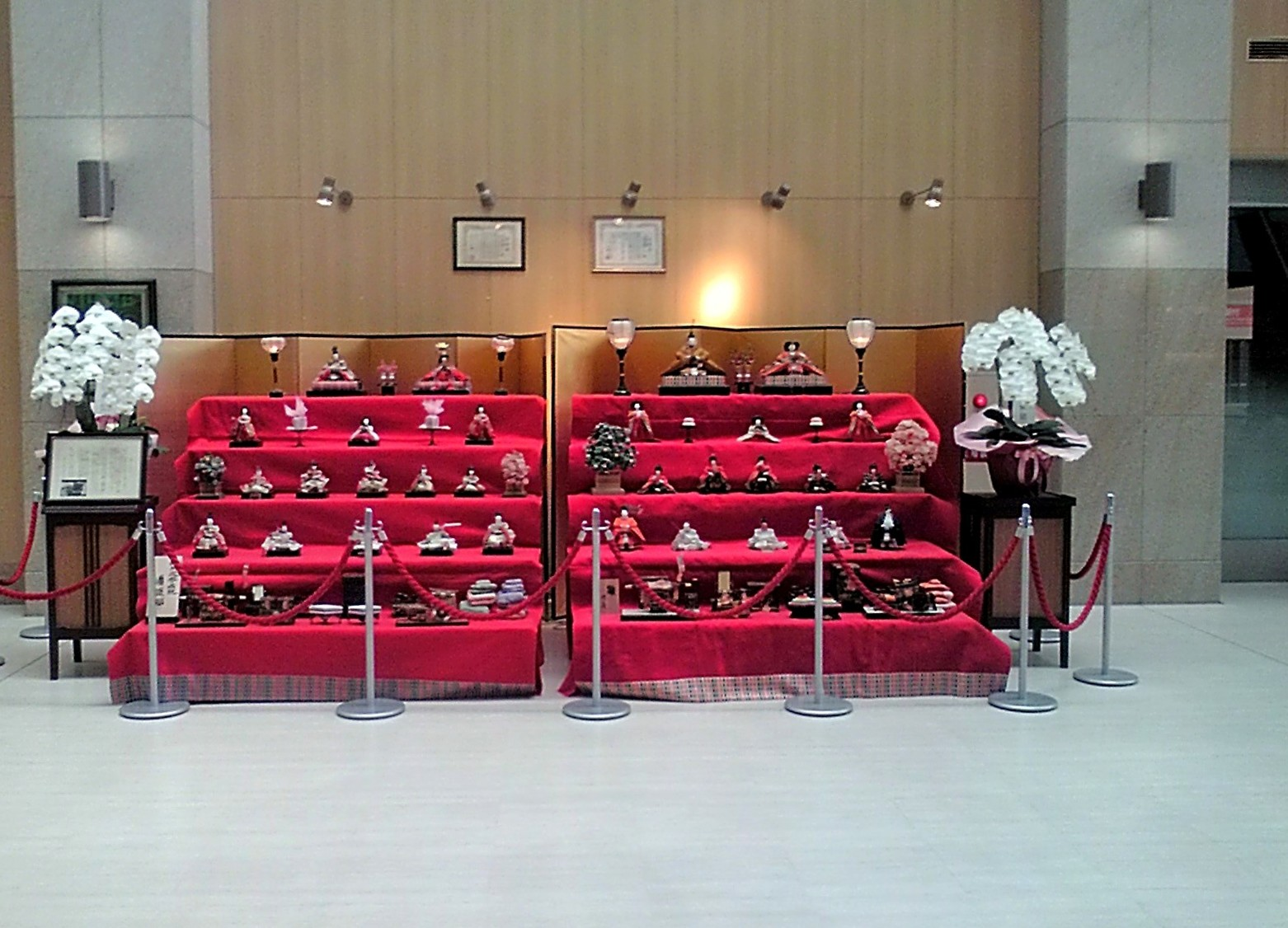
큐슈대학병원의 단상

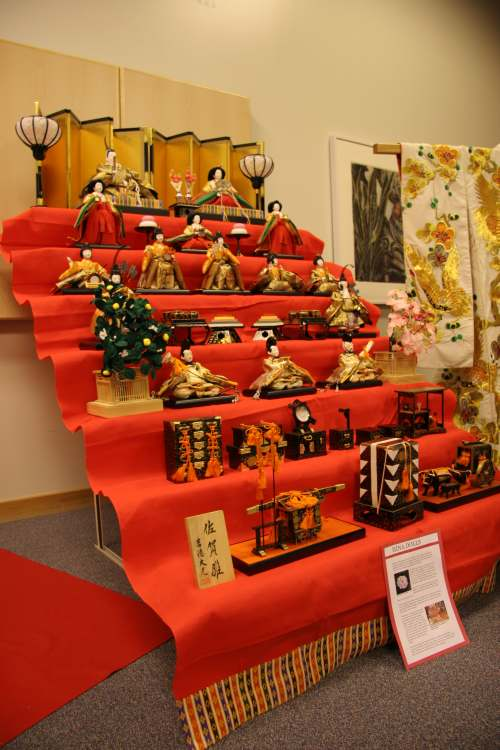
7단 히나인형 세트

히나마쓰리(일본어: 雛祭り)는 여자 어린이의 성장을 축하하는 일본의 전통축제이다. 원래 음력 3월 3일 모모노세쿠(桃の節句)에 지내던 행사이나, 서양의 그레고리력을 받아들이면서 양력 3월 3일에 치러진다.

## 축제 때 행하는 풍습
이날에는 히나 인형(雛人形 히나 닌교[*])이라고 불리는 인형들을 붉은 천을 깐 단 위에 장식하는 풍습이 있으며, 단술 즉, 단 맛이 나는 술과 음식으로 축제를 치른다. 마쓰리에서는 으레 수레꾼들이 ‘왓쇼이, 왓쇼이!’하는 구령을 지른다.

## 매체 속의 히나마쓰리

### 만화 속의 히나마쓰리
일본 만화 《명탐정 코난》아유미가 히나마쓰리 인형을 선물받기 위해 찾아간 집에서 일어난 그림 도난사건을 코난과 모모세 형사가 해결하는 이야기가 나온다.
일본 만화 《문호 스트레이 독스》멍! 버전에서 이즈미 교카의 히나마쓰리를 열기위해서 탐정 사원들이 점토를 가지고 히나 인형을 만들다가 결국은 포트 마피아쪽에서 보내온 히나 인형을 점토 인형과 함께 장식하는 이야기가 나온다.
일본 만화 《포켓몬스터 (애니메이션)》에서도 히나마츠리가 나오는데, 한국판에서는 '꽃단장 축제'란 이름으로 나온다.
일본 만화  《미래의 미라이》에서 아기인 미라이의 탄생을 축복하기 위한 히나단이 나온다. 그런데 이 히나단을 늦게 치우는 바람에 미라이의 결혼이 늦어지게 생겨 미래에서 온 미라이가 남자주인공인 쿤과 함께 히나인형을 치우려는 내용이 전개된다.

### 소설 속의 히나마츠리
일본 대하소설 《오싱》에서는 오싱이 가난때문에 아동노동을 했던 가가야 쌀 도매점에서 히나마쓰리를 경험하는 이야기가 나온다. 작가 하시다 스가코에 의하면 히나마쓰리 기간은 축제일이므로 과자,고모쿠 스시(채소와 생선으로 만든 스시),단술을 먹고 마시며 상점에서 일하는 직원들도 축제에 참여한다. 또한 미용사가 와서 일본 전통미용으로 머리를 가꾸는 이야기도 나온다. 축제에 사용된 인형은 집안의 보물로 내려온다. 실제 소설에 나온 히나마쓰리 인형은 도쿠가와 막부때부터 내려온 것이다.
일본의 소설 시리즈인 《고전부 시리즈》에서 히나마쓰리가 나온다. 같은 시리즈의 만화판과 《빙과 (애니메이션)》최종화 '먼길로 가는 히나 인형'에서 여주인공 치탄다 에루가 히나 인형분장을 하고 벚꽃이 흐드러지게 핀 길을 다른, 히나분장을 한 사람들과 행진하는 장면이 나온다.

## 같이 보기
- 세쓰분